# Walter Kolm-Veltée

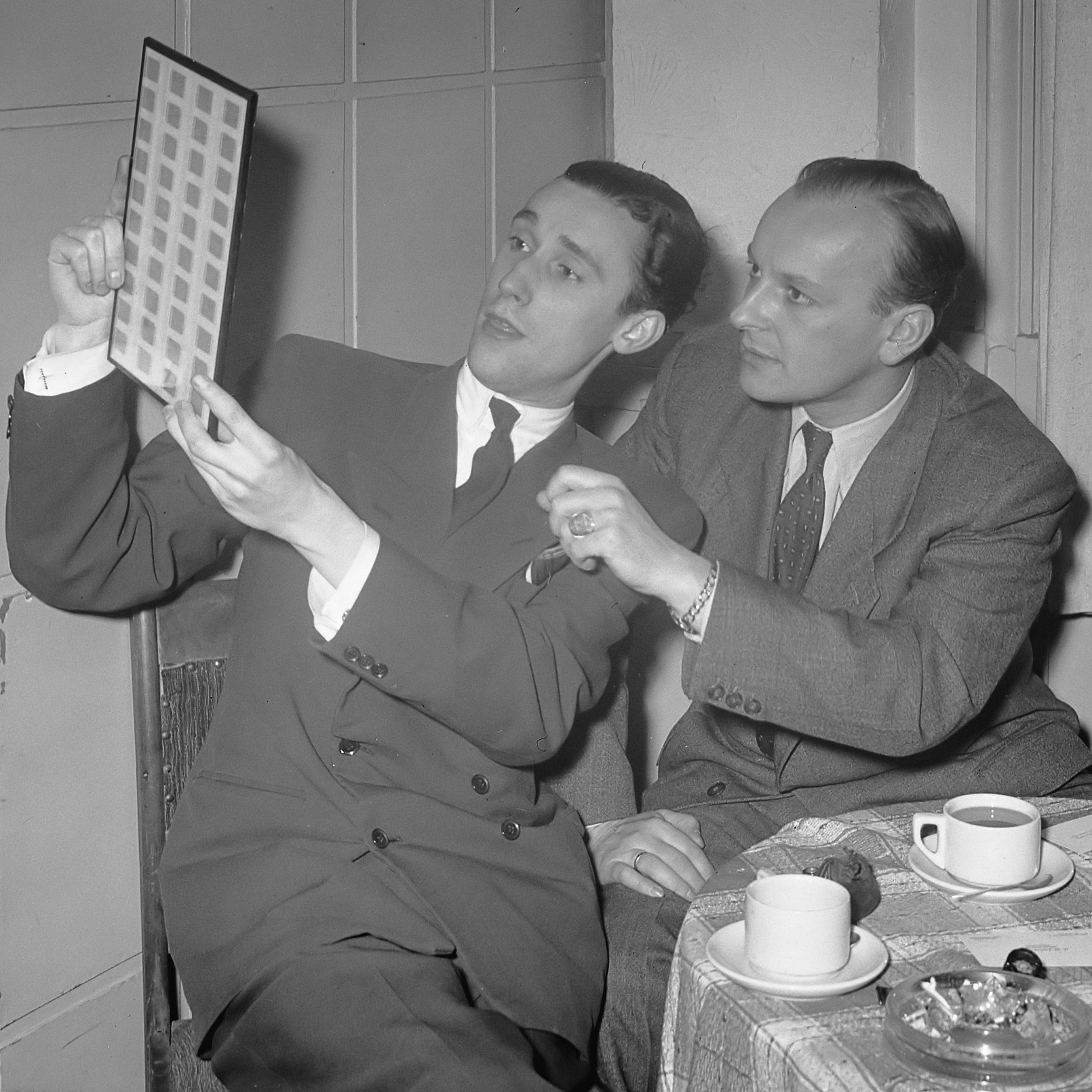
Paul Huf und Walter Kolm-Veltée (r.) (1951)

Walter Kolm-Veltée (* 27. Dezember 1910 in Wien; † 8. März 1999 ebenda) war ein österreichischer Filmregisseur, Drehbuchautor, Filmproduzent und Dozent.

## Leben und Wirken
Der Sohn des österreichischen Filmpioniers Gustav Anton Kolm und seiner Frau, der Regisseurin Luise Kolm, wuchs in Filmkreisen auf und wurde von seinen Eltern, den Begründern der Wiener Kunstfilm, als knapp Siebenjähriger in der Spätphase des Ersten Weltkriegs für die Rolle des kleinen Titelhelden in dem Kurzfilm Walters Geburtstagsgeschenk vor die Kamera geholt.
Seine Profilaufbahn begann Walter Kolm zehn Jahre darauf, 1927, als Kameraassistent. Er ging wenig später zur deutschen Produktionsfirma Tobis-Tonbild-Syndikat, wo er mit allen Belangen der Filmherstellung vertraut gemacht wurde. Infolge der Machtübernahme durch die Nationalsozialisten 1933 kehrte Kolm-Veltée nach Wien heim und versuchte sich dort erstmals als Regisseur. Zwar firmierte er bei der Schnulze Unser Kaiser offiziell als Regisseur, de facto hatten aber seine Mutter Luise Kolm und ihr zweiter Ehemann Jakob Julius Fleck den Film inszeniert.
Anschließend fand Kolm-Veltée keine Beschäftigung mehr beim heimischen Film und wich daraufhin nach Prag aus, wo er bei einigen wenigen Emigrantenfilmen (die allesamt auf Deutsch gedreht wurden) Regie führen konnte. Da diese Filme wegen ihres beschränkten Marktes – im Deutschland Adolf Hitlers durften sie aus naheliegenden Gründen nicht gezeigt werden – kaum ihr Geld einspielten, konnte Walter Kolm-Veltée ab Mitte der 1930er Jahre nicht mehr als Regisseur arbeiten.
Nach dem Zweiten Weltkrieg gründete er die Wiener Kunstfilm neu und stellte mit ihr eine Reihe von Kultur- und Dokumentarfilmen her. Kolm-Veltées Spielfilmdebüt nach 1945 sollte zugleich sein bedeutendstes und bekanntestes Werk werden: Eroica war eine im feierlichen Grundton gehaltene Huldigung des Lebens und Wirkens Ludwig van Beethovens, mit der titelgebenden Sinfonie als Leitfaden der Geschichte. Nach dem großen Erfolg dieser Inszenierung produzierte er die in Cannes 1951 präsentierten Puppenfilme Marienlegende und Der goldene Brunnen sowie den Beethoven-Kurzfilm Prometheus, der 1952 bei den Berliner Filmfestspielen gezeigt wurde.
Im Jahr darauf versuchte sich Kolm-Veltée an einer weiteren Musiker-Biographie. Doch Franz Schubert – Ein Leben in zwei Sätzen fand bei weitem nicht die Aufnahme, wie Eroica vier Jahre zuvor. Auch seine aufwändige Adaption von Mozarts Oper Don Giovanni unter dem Filmtitel Don Juan enttäuschte künstlerisch und legte Kolm-Veltées beträchtliche inszenatorischen Schwächen bloß. Infolge dieses Fehlschlags konzentrierte sich der Wiener auf seine Lehrtätigkeit und unterrichtete als Professor an der Akademie für Musik und darstellende Kunst den Filmnachwuchs.
Kurz vor seinem Tod im Frühjahr 1999 gab Walter Kolm-Veltée, einer der letzten Überlebenden aus den Kindertagen der österreichischen Kinematographie, in einer Fernsehdokumentation Auskunft über die Entstehung des Filmwesens in Wien.

## Filmografie (als Regisseur)
- 1917: Walters Geburtstagsgeschenk (Kurzfilm, nur Schauspieler)
- 1933: Mein Liebster ist ein Jägersmann (Unser Kaiser, Mitregie)
- 1934: Der Wilderer vom Egerland (V cizim reviru)
- 1935: Csardas
- 1949: Eroica (auch Ko-Drehbuch, Produktion)
- 1950: Marienlegende (Puppenkurzfilm, nur Produktion)
- 1950: Der goldene Brunnen (Puppenkurzfilm, nur Produktion)
- 1951/52: Prometheus (Kurzfilm, auch Drehbuch, Produktion)
- 1953: Franz Schubert – Ein Leben in zwei Sätzen (Franz Schubert; auch Ko-Drehbuch)
- 1954: Don Juan (auch Ko-Drehbuch)
- 1956: Vom Werden der Form (Kurzdokumentarfilm, nur Künstlerische Oberleitung)
- 1956: Das Spiel kann beginnen (Kurzdokumentarfilm, nur Künstlerische Oberleitung)
- 1956: Franz Schubert (Kurzdokumentarfilm, nur Künstlerische Oberleitung)
- 1956: Österreich, dein Herz ist Wien, 2 Teile (Kurzdokumentarfilm, nur Künstlerische Oberleitung)
- 1958: Auch Männer sind keine Engel (Wiener Luft, Regie einer Episode)
- 1958: Kora und die sieben Sünden (Panoptikum 59, auch Drehbuch und Produktion)